# Steereobryon
Steereobryon là một chi rêu trong họ Polytrichaceae.